# Barbella gonoi
Barbella gonoi là một loài Rêu trong họ Meteoriaceae. Loài này được Broth. ex Iisiba mô tả khoa học đầu tiên năm 1929.